# Joppeicus paradoxus
Joppeicus paradoxus – gatunek pluskwiaka z podrzędu różnoskrzydłych i infrarzędu Cimicomorpha. Jedyny z monotypowych: rodzaju Joppeicus, nadrodziny Joppeicoidea i rodziny Joppeicidae. Naturalnie występuje w ciemnych siedliskach od południowego Izraela przez Egipt po Sudan. W innych krajach Afryki i Azji spotykany jest jako pożyteczny synantrop, polujący na szkodniki magazynowe.

## Taksonomia
Gatunek i rodzaj zostały opisane po raz pierwszy w 1881 roku przez Auguste’a Putona. Autor ten sklasyfikował je w rodzinie korowcowatych. W 1898 roku Ernst Evald Bergroth przeniósł je do zwińcowatych. We własnej, monotypowej rodzinie umieścił je po raz pierwszy Odo Morannal Reuter w 1912 roku. Na przestrzeni lat umieszczane były w nadrodzinach Aradoidea i Reduvoidea oraz wśród Miriformes. Obecnie klasyfikuje się je w monotypowej nadrodzinie Joppeicoidea. Według wyników morfologicznych i molekularnych badań filogenetycznych opublikowanych przez R.T. Schuha i współpracowników tworzą one klad Cimiciformes wraz z Naboidea, Velocipedoidea, Microphysoidea i Cimicoidea.

## Morfologia
Pluskwiak o ciele długości około 3 mm, z wierzchu lekko guzkowanym, przypominającym pokrojem dziubałkowate. 
Głowa ma bukule przysłaniające nasadę kłujki. Oprócz stosunkowo niewielkich oczu złożonych występują przyoczka. Czteroczłonowe czułki mają dwa początkowe człony dość krótkie, a ostatni człon zaopatrzony w grubą szczecinkę wierzchołkową; osadzone są na wzgórkach położonych na wysokości dolnych krawędzi oczu złożonych i nieco przed nimi. Kłujkę budują cztery człony, z których pierwszy jest bardzo mały, a trzeci trzykrotnie dłuższy od drugiego i półtora raza dłuższy od czwartego. W pozycji spoczynkowej kłujka zgina się pod kątem prostym między członami drugim i trzecim. 
Przedplecze ma żeberka przy krawędziach bocznych i podłużny kil biegnący przez środek przednich ⅔ jego długości. Użyłkowanie półpokryw cechuje się rynienkowato wgłębioną żyłką subkostalną, kilowato wyniesionym wspólnym odcinkiem żyłki radialnej i medialnej (R+M) oraz słabo wykształconymi żyłkami zakrywki. Użyłkowanie skrzydeł tylnej pary odznacza się brakiem żyłki poprzecznej łączącej żyłkę medialną z żyłką kubitalną. Wszystkie pary odnóży mają stopy zbudowane z dwóch członów. Gruczoły zapachowe zatułowia mają parzyste zbiorniczki i szeroko rozstawione ujścia. W skład ich systemu wyprowadzającego wchodzą także rowki na pleurytach zatułowia. 
Odwłok ma silnie zmodyfikowaną nasadę – terga od pierwszego do trzeciego oraz pierwsze sternum są błoniaste, drugi sternit zredukowany jest do wąskiego paska, a błony międzysegmentalne między segmentami trzecim i czwartym są rozległe. Umożliwia to obrót odwłoka o kąt 90° między trzecim i czwartym segmentem, co wykorzystywane jest podczas kopulacji (grzbietowa strona odwłoka samca przemieszcza się pod brzuszną stronę odwłoka samicy). Przetchlinki odwłokowe zlokalizowane są na sternitach od drugiego do ósmego. Samiec ma narządy kopulacyjne o symetrycznych paramerach i zesklerotyzwoanym fallusie rurkowatego kształtu. Samica ma genitalia pozbawione spermateki i zredukowane pokładełko. 

## Ekologia i występowanie
Owad ten w warunkach naturalnych wybiera różne, zwykle ciemne siedliska. Bytuje na powierzchni gruntu, pod kamieniami i w jaskiniach. Ponadto w warunkach synantropijnych zamieszkuje magazyny żywności. Jest generalistycznym drapieżnikiem polującym na różnorodne owady. W jaskiniach często związany jest pokarmowo z koloniami pluskwowatych żerujących na nietoperzach. W warunkach synantropijnych żeruje na różnych szkodnikach magazynowych. Laboratoryjnie wykazano jego wysoką skuteczność w ich biologicznym zwalczaniu.
Rodzimy zasięg tego pluskwiaka obejmuje głównie zlewnie Nilu i Nilu Błękitnego na obszarze Sudanu i Egiptu oraz południowy Izrael. Szczególnie licznie spotykany jest w Delcie Nilu. W warunkach synantropijnych występuje także w wielu innych krajach Afryki i Azji, np. w Tajlandii.